# Кулавский, Василий Агеевич
Василий Агеевич Кулавский (3 декабря 1938, Шугурово, Мордовская АССР — 1 сентября 2023, Уфа) — советский, российский врач. Член Межведомственного научного совета по акушерству и гинекологии РАМН и Минздрава России. Доктор медицинских наук (1976), профессор (1978). Академик РАЕН, заслуженный врач РБ РФ, член проблемной комиссии МЗ РФ, диссертационных советом БГМУ, Челябинской медицинской академии. Автор 9 монографий, более 250 научных статей, 5 патентов на изобретение.
Из энциклопедии «Башкортостан»: «Активный пропагандист медико-гигиенич. знаний по охране здоровья женщин. Науч. тр. посвящены изучению физиологии родовой боли, оценке методов обезболивания родов, лечению и реабилитации больных, страдающих воспалительными процессами гениталий. Предложен способ радиоиммунологич. определения гормонов в крови беременных».
Скончался 1 сентября 2023 года в Уфе после продолжительной болезни.

## Награды
За многолетний плодотворный труд, достижения в области медицинского обслуживания населения проф.
В. А. Кулавскому присвоены почётные звания «Заслуженный врач Российской Федерации», «Заслуженный врач Республики Башкортостан», награждён значком «Отличнику здравоохранения», представлен научными коллективами к присвоению почётного звания «Заслуженный деятель науки Российской Федерации».